# Centriscops humerosus
Centriscops humerosus är en fiskart som först beskrevs av Richardson, 1846.  Centriscops humerosus ingår i släktet Centriscops och familjen Centriscidae. Inga underarter finns listade i Catalogue of Life.